# マキン奇襲
マキン奇襲（マキンきしゅう）とは、第二次世界大戦（大東亜戦争）中の1942年（昭和17年）8月17日から翌日にかけて、ギルバート諸島マキン環礁（現ブタリタリ）で、アメリカ軍が日本軍に対して行ったコマンド作戦である。アメリカ軍は潜水艦で海兵隊を送りこみ、マキンに駐屯していた日本海軍陸戦隊を壊滅させて引き上げた。

## 背景
太平洋戦争開戦時にイギリス領だったブタリタリ環礁は、開戦直後の1941年（昭和16年）12月10日に日本海軍の第51警備隊の一部などにより無血占領された。日本海軍の意図はマーシャル諸島防衛のための哨戒拠点確保などで、小規模な水上機基地を設置したが、それほど厳重な防備は施さなかった。1942年2月1日にアメリカ海軍機動部隊によるマーシャル・ギルバート諸島機動空襲を受けても、特に守備兵力の強化は行われなかった。1942年8月時点では、守備兵力はジャルート環礁（ヤルート島）の第62警備隊（第51警備隊改称）から派遣された海軍陸戦隊1個小隊64人（長：金光久三郎兵曹長）のほか、航空隊の整備員3人、気象観測員4人、軍属の通訳2人だった。なお、島には原住民の集落があり、民間の日本人2人、スイス人1人も住んでいた。
ブタリタリ環礁の防備が手薄と判断したアメリカ軍は、コマンド部隊による奇襲攻撃を行うことを計画した。その主な狙いは、8月7日に始まったガダルカナル島の戦いの陽動作戦で、日本軍の戦力をソロモン諸島方面から引き抜かせることにあった。また、基地施設の破壊、暗号書などの情報収集、コマンド部隊の実戦試験、国民の戦意高揚のための「勝利」を得ることも目的とされていた。
ちょうど適当な奇襲戦力として、第2海兵奇襲大隊が2か月ほど前に編成されており、使用可能な状態だった。大隊長のエヴァンズ・カールソン中佐は、日中戦争中に中国共産党軍の軍事顧問として活動していた、ゲリラ戦の専門家である。次席指揮官のジェームズ・ルーズベルト少佐は、当時のアメリカ大統領フランクリン・ルーズベルトの長男であった。

## 経過

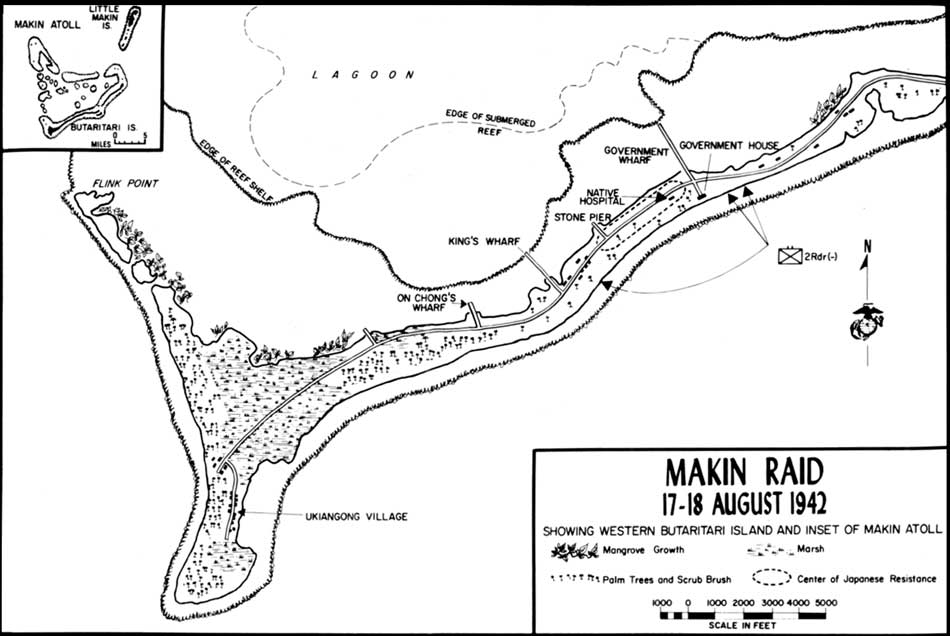
マキン奇襲の戦闘経過図。

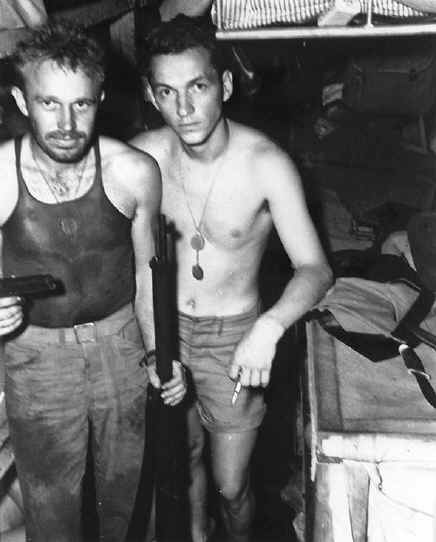
鹵獲した日本軍の武器を示す海兵隊員（「ノーチラス」艦内で撮影）

7月24日にアメリカ軍は偵察機3機を飛ばしてブタリタリ環礁の写真偵察を行い、その情報を基に作戦計画が立てられた。8月8日、潜水艦「ノーチラス」、「アルゴノート」に分乗した第2海兵奇襲大隊の選抜2個中隊は、真珠湾から出航した。日本側は偵察機の飛来に気付き、偵察機の出撃拠点と思われたハウランド島などを航空偵察したが、それ以上の対策は行わなかった。
8月16日夜、アメリカ潜水艦2隻はマキン沖で合流した。ゴムボートに乗り移った海兵隊は、8月17日0200時までにブタリタリ環礁の主島であるブタリタリ島に上陸した。隠密行動なのに発砲してしまう兵士が出るなど、若干の混乱があった。現地人から通報を受けた日本軍守備隊は、0315時に敵上陸を報告する電文を発し、あわてて迎撃に出動した。日米両軍は銃撃戦となり、「ノーチラス」は支援砲撃を実施した。アメリカ海兵隊の一部はボートが海流に流されて、偶然にも日本軍の背後に上陸したため、日本軍は挟み撃ちを受ける状況に陥った。弾薬輸送車が破壊されて日本軍は弾薬が欠乏し、次第に劣勢となり、0600時には機密書類を処分、0905時に決別電を発信の後に突撃し組織的抵抗を終えた。生き残った日本兵は、島の北部などに逃れた。
アメリカ海兵隊は日本軍守備隊の壊滅を知らないまま、さらなる反撃に備えていたが、1600時には予定通り撤収を開始した。しかし、疲労と波浪でゴムボートでの移動ははかどらず、日本軍機が飛来して潜水艦も潜航しなければならなかったため、53名のみが帰艦できた。翌18日には、海兵隊は戦意を失って、ラルフ・コイト（Ralph H. Coyte）大尉名義の降伏状が作られ、在住のスイス人の協力も得て日本軍守備隊に渡そうとしたが、日本軍とは連絡がつかなかった。その後、ようやく日本軍の壊滅を知った海兵隊は、18日夜に再浮上した潜水艦へ収容された。この際、12人の海兵隊員が行方不明のままであった。
この間、現地から報告を受けた内南洋部隊指揮官の井上成美中将は、航空隊による敵艦隊への反撃と、第6根拠地隷下各部隊による救援を命じていた。17日中に3次の爆撃が行われ、18日朝には水上機が生存者との連絡に成功した。すでにジャルート環礁などから船で陸戦隊が送られる手はずになっていたが、生存者が確認できたため救援が急がれ、大型飛行艇2機で陸戦隊1個小隊35名が緊急空輸されることになった。20日朝にブタリタリ環礁に到着した。その後、21日にはチューク諸島（トラック諸島）からの2個小隊（長：谷浦英男大尉）やジャルート環礁からの2個小隊などが上陸し、島内の掃討が行われた。23日に9人の海兵隊員が捕虜となった。
8月26日に、2隻のアメリカ潜水艦は真珠湾に帰還した。

## 結果
この作戦で、アメリカ軍の損害は戦死21人と収容作業時の溺死者7人、負傷者14人、捕虜9人であった。アメリカ軍は日本兵85人を殺害し基地施設を破壊したと記録しているが、日本側によると実際の被害は戦死43人、行方不明3人だった。アメリカ軍は戦術的勝利を収め、その戦果報道はアメリカ国民の戦意を高めることに貢献した。コマンド部隊の能力も証明された。しかし、ソロモン諸島方面から日本軍の戦力を誘引するという目的は果たせず、それどころか日本軍にギルバート諸島方面の戦略的な重要性を気づかせることとなり、暗号書などの奪取にも失敗するなど、軍事的意義は小さかった。
ギルバート諸島の重要性とその防衛体制の不備に気付かされた日本軍は、9月に横須賀第6特別陸戦隊を配備するなど、本土方面から新たな戦力を送ってギルバート諸島方面の防備強化を始めた。防諜対策としてギルバート諸島一帯の掃討作戦も行われ、連合国軍の情報網は壊滅に追い込まれた。その結果、後にアメリカ軍が再びギルバート諸島を攻撃したときには、アメリカ軍は多大な損害を受ける羽目になってしまった（マキンの戦い及びタラワの戦い参照）。その為、ガルヴァニック作戦で上陸部隊を指揮した第5水陸両用軍団司令官ホーランド・スミス海兵少将はこの奇襲作戦を「愚かな作戦」と酷評している。。
捕虜となったアメリカ兵9人はクェゼリン環礁に移送されて丁重な取り扱いを受けていたが、後に現地を訪れた大本営海軍部参謀の指示により処刑された。戦後に、当時の第6根拠地隊司令官だった阿部孝壮中将が責任を問われBC級戦犯として死刑となっているほか、部下2名が禁錮刑となった。

## アメリカ兵による日本軍戦死者の遺体陵辱行為
この作戦でアメリカ兵による日本兵の遺体に対する陵辱行為が発生した。
（米軍兵による日本軍戦死者の遺体の切断）
8月22日、日本軍戦死者の遺体収容にあたった谷浦英男大尉は、下腹部を露出し仰向けに倒れた不審遺体15-6体を発見するも腐敗が激しく、この時点では陵辱行為の有無は不明だった。
後年、作戦に参加したアメリカ兵の1人が、テレビ番組（戦線Battle-Line）のプロデューサーであるシャーマン・グリンバーグ（Sherman Grinberg）に対し、戦死した日本兵から男根と睾丸を切断し口中に詰め込み、記念撮影したことを告白し、
蛮行の実態が明るみに出た。

## マキン奇襲が登場するメディア作品
- メダル・オブ・オナー パシフィックアサルト - Windows用ゲーム
- コール オブ デューティ ワールド・アット・ウォー - Windows用ゲーム